# Centre Mèdic Shaare Zedek
El Centre Mèdic Shaare Zedek (en hebreu: מרכז רפואי שערי צדק) (Merkaz Refui Shaare Zedek) és un important hospital a Jerusalem, Israel. L'hospital va ser construït en 1902.

## Introducció
Shaare Zedek va ser el primer gran hospital que es va situar en la part occidental de Jerusalem i és actualment l'hospital de més ràpid creixement de la ciutat i l'única instal·lació mèdica important en el centre de la ciutat. Shaarei Tzedek significa "les portes de la justícia".
Shaare Zedek és un hospital privat i no rep cap finançament del govern israelià. El centre depèn de la generositat d'amics d'arreu del món per poder finançar-se i dur a terme recerca mèdica, millorar el seu equipament vital, mantenir contínuament i ampliar les seves instal·lacions.
El centre actua com una institució sense ànim de lucre i depèn del suport dels donants per obtenir capital, mentre es compromet a oferir una atenció mèdica avançada als habitants de la zona de Jerusalem.
L'hospital tracta a més de 500.000 pacients a l'any en més de 30 departaments de pacients hospitalitzats i en més de 70 unitats de pacients ambulatoris i manté un servei acadèmic molt actiu com una institució capdavantera de recerca i ensenyament.

## Història
Després que els turcs otomans van donar permís en la dècada de 1890 i amb fons de donants europeus, l'hospital va ser construït prop de la carretera de Jaffa, a dues milles (3 km) fora dels límits de la Ciutat Vella de Jerusalem.
La seva inauguració va tenir lloc el 27 de gener de 1902. El Dr. Moshe Wallach va ser el director del centre entre 1902 i 1947. La infermera Selma Meyer vivia en l'hospital.
En 1979 va ser construït el campus principal de l'hospital, aquest campus consisteix en deu edificis que estan connectats amb l'estructura central, l'estructura és un edifici de deu pisos, en aquest edifici es troben els departaments d'internament. Els tres pisos inferiors estan situats sota terra per permetre que l'hospital segueixi funcionant, fins i tot durant una guerra o sota l'amenaça d'un atac amb míssils. L'edifici en el barri de Bayit Vegan va ser inaugurat en 1980.
En 2010 va ser inaugurat el Departament de Medicina d'Emergència, el Complex Operatiu Quirúrgic Wohl. La farmàcia de l'hospital i les zones on estan els subministraments mèdics, estan situades en aquesta planta subterrània. Les altres àrees de l'hospital poden ser evacuades a aquesta planta segura quan sigui necessari. En 2013 Shaare Zedek va assumir el control operacional sobre l'Hospital Bikur Cholim i es van unificar moltes de les seves activitats.

## Instal·lacions
El Centre Mèdic Shaare Zedek està situat en dos campus principals. El campus principal es troba en un terreny d'11.5 acres (47.000 m2) entre els barris de Bayit VeGan en el sud i de Ramat Beit HaKerem en el nord, a l'est del Mont Herzl en el sud-oest de Jerusalem. El campus del centre, anteriorment conegut com a Hospital Bikur Cholim, es troba en el cor de la zona comercial del centre de Jerusalem.
L'hospital disposa de 1.000 llits i tracta a més de 500.000 pacients a l'any en les seves instal·lacions d'internament i d'atenció ambulatòria. Quan han tingut lloc atacs terroristes a Jerusalem, Shaare Zedek ha tractat a les víctimes dels atemptats. La unitat de traumatologia de l'hospital està situada en el Departament de Medicina d'Emergència Weinstock, en la planta Fanya Gottesfeld Heller, el centre s'ha convertit en un model per a la medicina d'emergència i la gestió d'incidents amb un gran nombre de víctimes.
Shaare Zedek és ben conegut per les seves àmplies instal·lacions de descontaminació, capaces de respondre als atacs terroristes. L'hospital actua com la instal·lació d'emergència per a la zona de Jerusalem i és capaç d'atendre als pacients afectats per atacs amb armes químiques. Les instal·lacions de descontaminació de Shaare Zedek van servir com a inspiració per a una instal·lació semblant a Nova York, el Presbyterian Lower Manhattan Hospital.